# Disney Springs
Disney Springs es un centro comercial a cielo abierto, conformado por tiendas, restaurantes y sitios de entretenimiento, ubicado en Walt Disney World Resort, Bay Lake, cerca de la ciudad de Orlando, Florida. El complejo fue inaugurado el 22 de marzo de 1975 con el nombre Lake Buena Vista Shopping Village, y ha sido expandido y renombrado varias veces desde entonces: en 1977, cambió su nombre a Walt Disney World Village; doce años más tarde, en 1989, pasó a llamarse Disney Village Marketplace, y en 1997 adquirió el nombre Downtown Disney. Tras dos años de importantes renovaciones en el complejo, el 29 de septiembre de 2015, Downtown Disney se convirtió en Disney Springs.
El complejo está formado por cuatro zonas distintas: West Side, the Landing, the Marketplace y Town Center. Disney Springs está abierto todo el año y no requiere entrada ni pago de estacionamiento. La compañía Disney Transport opera lanchas colectivas y autobuses de manera gratuita desde y hacia Disney Springs y los distintos hoteles de Disney.

## Historia

### Primera expansión

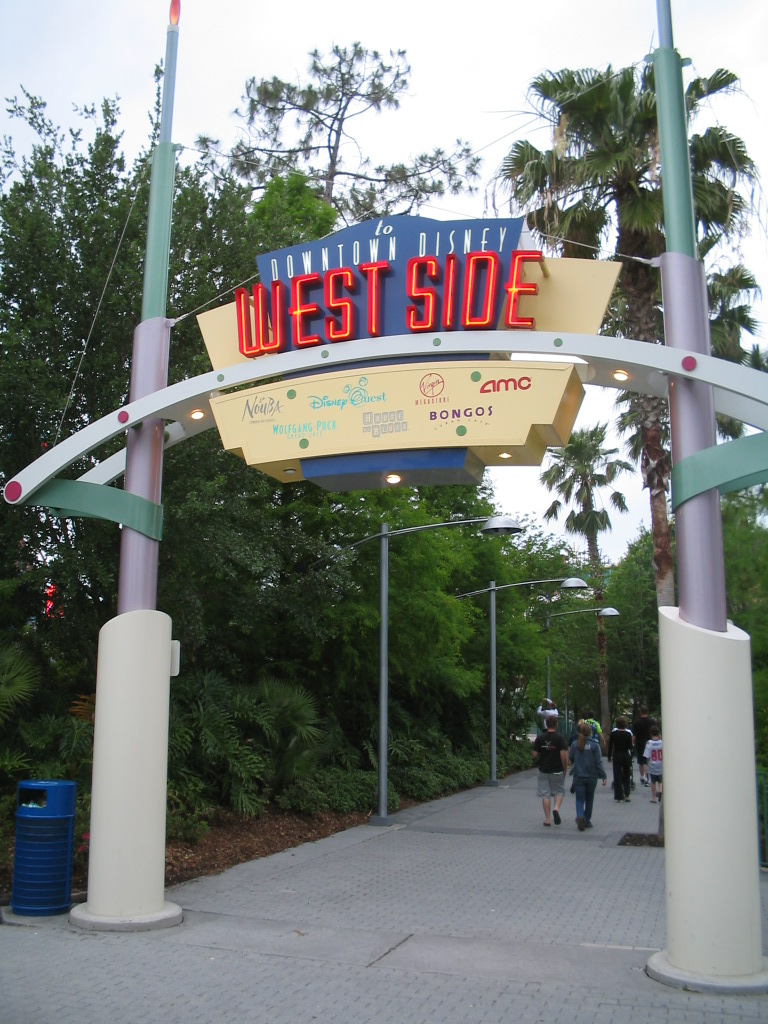
Antigua entrada al West Side.

El complejo Lake Buena Vista Shopping Village, inaugurado el 22 de marzo de 1975, fue concebido en su momento como un centro comercial. Dos años después de su apertura, su nombre fue cambiado a Walt Disney World Village. En 1984, cuando Michael Eisner asumió el cargo de gerente general, Disney comenzó a buscar maneras de mantener a los turistas en propiedad de Walt Disney World durante más tiempo y evitar que abandonen las fronteras del complejo para buscar entretenimiento.
Para competir con los clubes nocturnos de la estación Church Street, en el centro de Orlando, el 21 de julio de 1986 Disney anunció que añadiría una zona propia dedicada a estos clubes en Walt Disney World Village, llamada Pleasure Island, con la calidad y creatividad distintiva de la compañía. La construcción comenzó al mes siguiente y Pleasure Island fue inaugurada el 1 de mayo de 1989, el mismo día que el parque temático Disney's Hollywood Studios. Ese mismo año, el complejo adquirió el nombre Disney Village Marketplace.
A mediados de la década de 1990, el crecimiento comercial de Walt Disney World permitió expandir aún más el complejo general, y se invirtieron mil millones de dólares en varios proyectos. El 20 de junio de 1995 se anunciaron numerosas mejoras y expansiones en la zona, y Disney Village Marketplace y Pleasure Island se fusionaron para crear un nuevo distrito propio, denominado Downtown Disney. El cambio de nombre se oficializó el 7 de septiembre de 1997. El 15 de septiembre abrió Downtown Disney West Side, una expansión de 27 hectáreas que conformó una tercera zona de tiendas, restaurantes y sitios de entretenimiento, con atractivos como La Nouba (un espectáculo permanente que pertenece al Cirque du Soleil), DisneyQuest y Virgin Megastore. Otros cambios que se llevaron a cabo en el complejo fueron la transformación de Mickey's Character Shop en World of Disney, la tienda de Disney más grande del mundo, y la expansión y mejora de 'AMC Pleasure Island Theatres, además de la inauguración de Rainforest Cafe y Planet Hollywood. En 2004, Pleasure Island pasó a ser gratuita para el público y su calidad comenzó a mermar. El 27 de septiembre de 2008, los clubes nocturnos cerraron de manera definitiva.

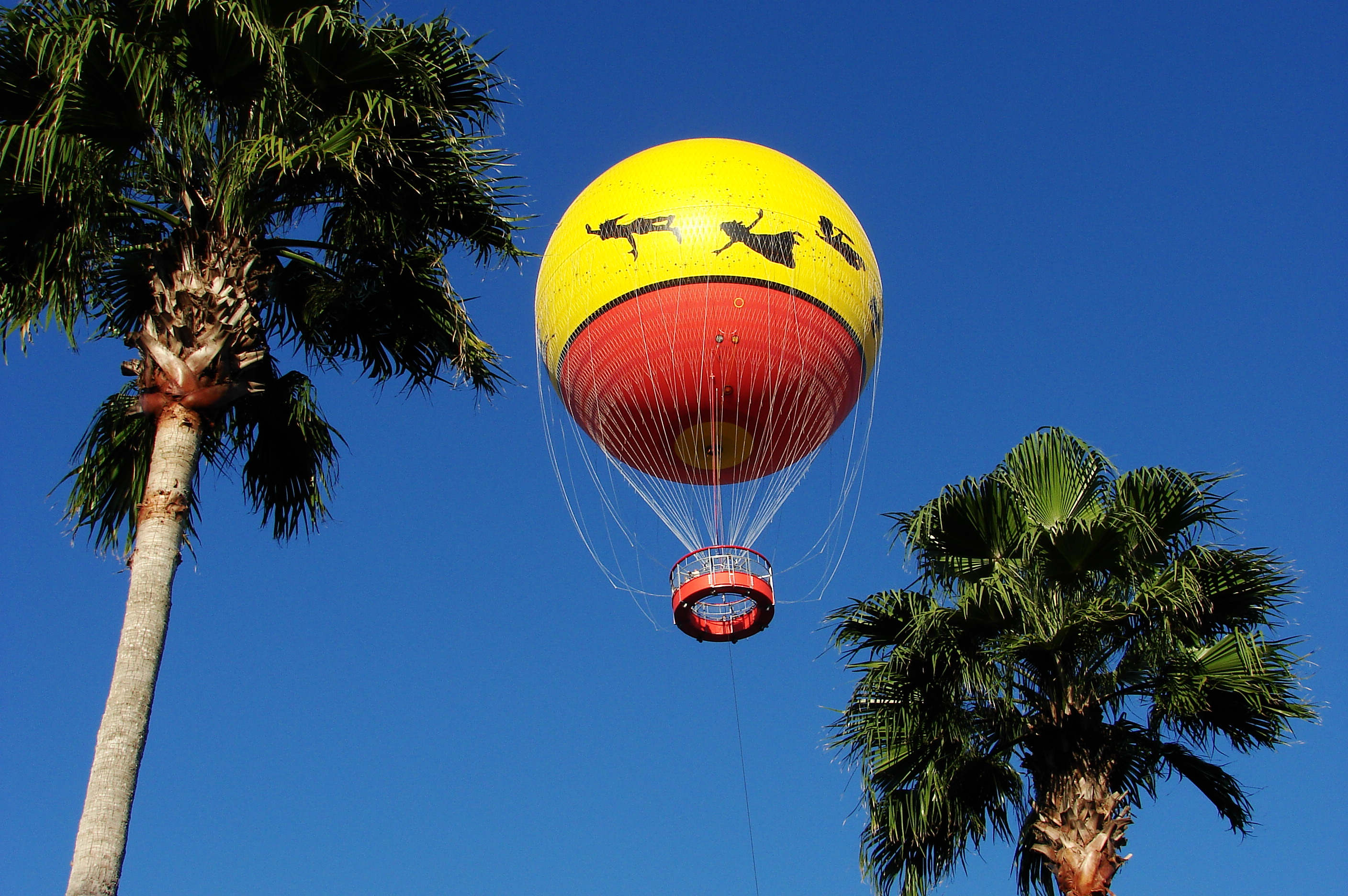
Globo aeroestático Characters in Flight.

El 12 de enero de 2001, se inauguró un complejo Downtown Disney en Disneyland Resort. Existen complejos similares en los diferentes parques Disney del mundo, como Disney Village, que abrió el 12 de abril de 1992 en Disneyland Resort Paris, e Ikspiari, inaugurado el 7 de julio de 2000 en Tokyo Disney Resort. En junio de 2016, con la inauguración de Shanghai Disney Resort, abrió sus puertas Disneytown.

### Renovación
El 14 de marzo de 2013, el presidente de Walt Disney Parks and Resorts, Tom Staggs, anunció que Downtown Disney sería remodelado y cambiaría su nombre a Disney Springs. El proyecto de expansión incluiría ciento cincuenta tiendas nuevas y la construcción de dos estacionamientos de varios pisos. Disney Springs está conformado por los siguientes distritos: 
- The Marketplace

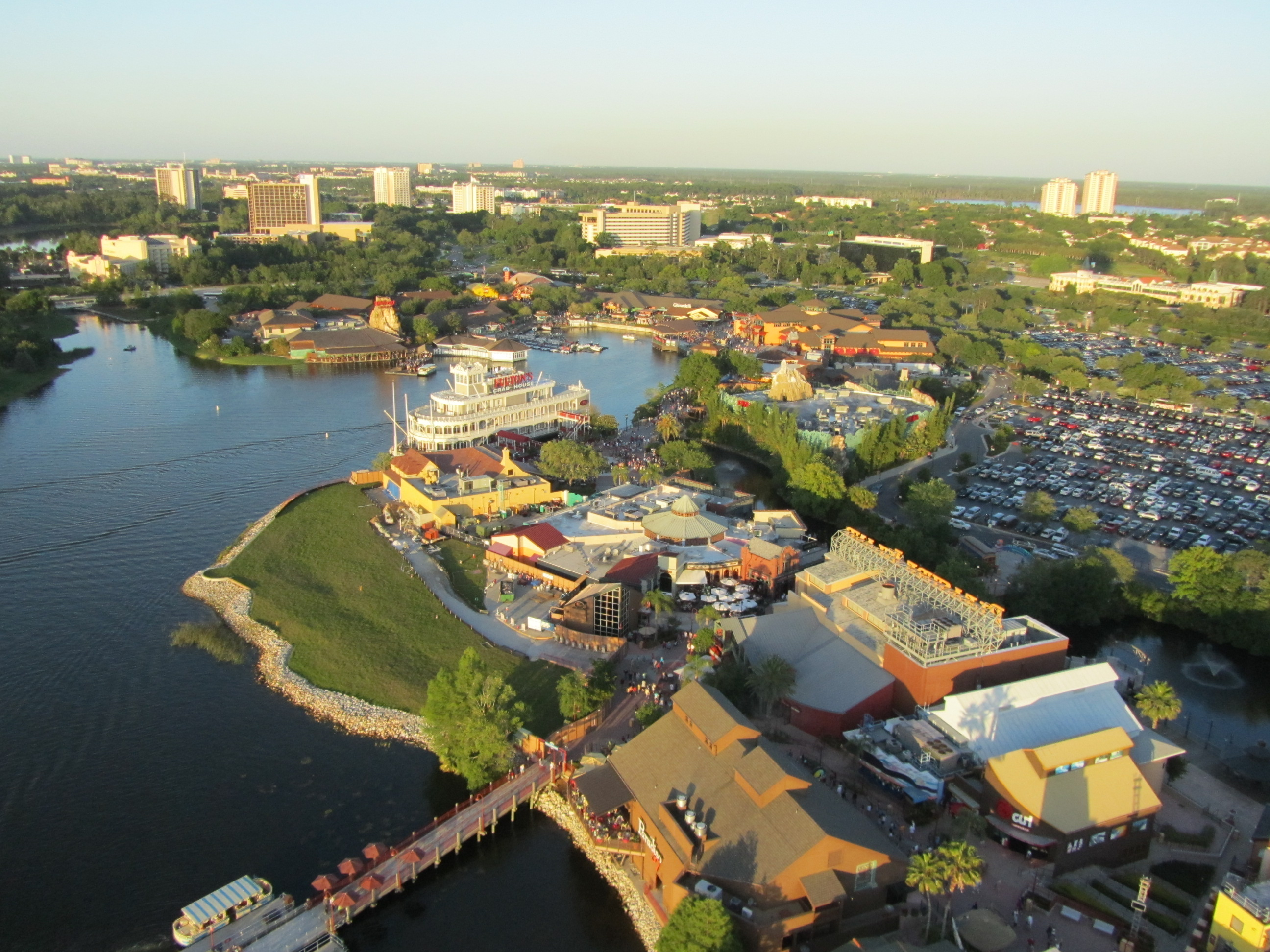
Vista aérea en 2010.

- The Landing (antes conocido como Pleasure Island)
- Town Center
- West Side

Los trabajos de construcción principales finalizaron en la primavera boreal de 2016. Se añadieron nuevos puentes que conectan la zona del hotel Disney's Saratoga Springs con el complejo, además de otros puentes que conectan los distritos entre sí. Además, en el distrito West Side se añadieron estructuras especiales para brindar sombra con los clásicos temas de Disney. El cambio de nombre se oficializó el 29 de septiembre de 2015. Town Center abrió el 15 de mayo de 2016, con lo que finalizó la construcción principal del proyecto.

## Zonas

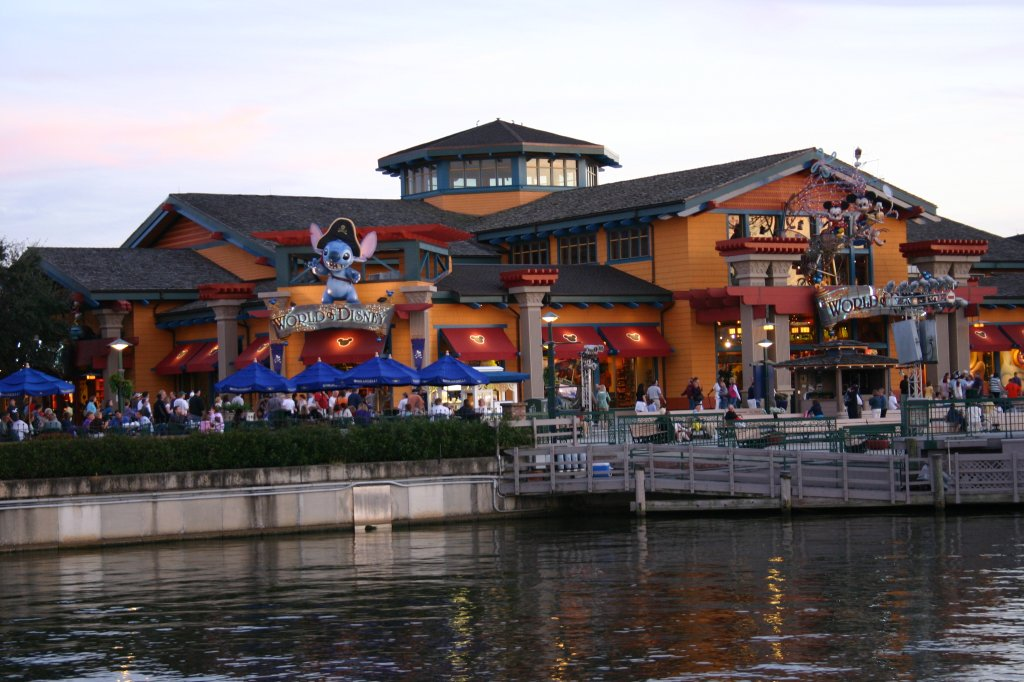
Marketplace, febrero de 2008 en Florida.

Disney Springs está dividido en cuatro zonas: Marketplace, The Landing, Town Center y West Side. El complejo está bordeado por el lago Buena Vista al norte y por varios estacionamientos al sur. Walt Disney Imagineering se inspiró en los pueblos costeros de Florida, como St. Augustine y Coral Gables, para diseñar Disney Springs.
El director creativo Dave Hoffman mencionó que cada distrito de Disney Springs refleja su función y el período de tiempo (ficticio) en el que fue desarrollado. Según la historia ficticia de la ciudad, Disney Springs fue fundada a mediados del siglo XIX por un granjero que descubrió los manantiales que dan nombre al pueblo y se desarrolló a partir de este descubrimiento.

## Restaurantes

### Rangos de precio
- A= 3 USD - 14,99 USD por adulto.

- B= 15USD - 34,99 USD por adulto.
- C= 35 USD - 59,99 USD por adulto.

| Zona        | Lugar                                                     | Tipo de comida                   | Rango de precio |
| ----------- | --------------------------------------------------------- | -------------------------------- | --------------- |
| Marketplace | eet by Moneet Chauhan                                     | India                            | A               |
| Marketplace | Earl Of Sandwich                                          | Estadounidense                   | A               |
| Marketplace | Rainforest Cafe                                           | Estadounidense                   | B               |
| Marketplace | Lava Lounge at Rainforest Cafe                            | Estadounidense                   | A               |
| Marketplace | Goofy's Candy Co.                                         | Estadounidense                   | A               |
| Marketplace | Swirls of the Water                                       | Estadounidense                   | A               |
| Marketplace | Dockside Magaritas                                        | Estadounidense                   | B               |
| Marketplace | Marketplace Snacks                                        | Estadounidense                   | A               |
| Marketplace | Sunshine Churros                                          | -                                | A               |
| Marketplace | Ghirardelli Soda Fountain and Chocolate                   | Estadounidense                   | A               |
| Marketplace | Wetzell's Pretzels Kiosk                                  | Estadounidense                   | A               |
| Marketplace | Joffrey's Handcrafted Smoothies                           | Estadounidense                   | A               |
| Marketplace | Starbucks                                                 | Estadounidense                   | A               |
| Marketplace | B.B Wolf's Sausage                                        | Estadounidense                   | A               |
| Marketplace | T-Rex                                                     | Estadounidense                   | B               |
| Town Center | The Daiky Poutine                                         | Estadounidense                   | A               |
| Town Center | Amorette's Patisserie                                     | -                                | A               |
| Town Center | The Polite Pig                                            | Estadounidense                   | A               |
| Town Center | Sprinkles                                                 | -                                | A               |
| Town Center | Frontera Cocina                                           | Mexicana                         | B               |
| Town Center | D-Luxe Burger                                             | Estadounidense                   | A               |
| Town Center | Blaze Fast-Fire'd Pizza                                   | Estadounidense                   | A               |
| Town Center | Wolfgang Puck Bar & Grill                                 | -                                | B               |
| Town Center | Chicken Guy!                                              | Estadounidense                   | A               |
| Town Center | Coca-Cola Store Rooftop Bar                               | Estadounidense                   | A               |
| Town Center | Planet Hollywood                                          | Estadounidense                   | B               |
| Town Center | Stargazers                                                | Estadounidense                   | A               |
| The Landing | Enzo´s Hideaway                                           | Italiana                         | B               |
| The Landing | STK Steakhouse                                            | Estadounidense                   | C               |
| The Landing | Pizza Ponte                                               | Italiana                         | A               |
| The Landing | Maria & Enzo's Ristorante                                 | Italiana                         | B               |
| The Landing | The Edison                                                | Estadounidense                   | B               |
| The Landing | Paradiso 37, Taste of the Americas                        | Estadounidense y latinoamericano | B               |
| The Landing | Chef Art Smith's Homecomin'                               | Estadounidense                   | B               |
| The Landing | Morimoto Asia Street Food                                 | Asiática                         | A               |
| The Landing | The Ganachery                                             | Estadounidense                   | A               |
| The Landing | Gideon's Bakehouse                                        | -                                | A               |
| The Landing | Morimoto Asia                                             | Asiática-china-japonesa          | C               |
| The Landing | Raglan Road Irish Pub and Restaurant                      | Irlandesa                        | B               |
| The Landing | Vivilo il Gelato                                          | Italiana                         | A               |
| The Landing | Joffrey's Coffee & Tea Company                            | Estadounidense                   | A               |
| The Landing | The Basket at Wine Bar George                             | -                                | A               |
| The Landing | Wine Bar George - A Restaurant & Bar                      | Estadounidense                   | B               |
| The Landing | Erin's McKenna's Bakery NYC                               | -                                | A               |
| The Landing | The BOATHOUSE: Great Food, Waterfont Dinning, Dream Boats | Estadounidense                   | C               |
| The Landing | Jock Lindsey's Hangar Bar                                 | Estadounidense                   | B               |
| The Landing | Terralina Crafted Italian                                 | Italiana                         | B               |
| The Landing | Paddlefish                                                | Estadounidense                   | C               |
| West Side   | YeSake Kiosk                                              | Asiática-japonesa                | A               |
| West Side   | Wetzell's Pretzels Kiosk                                  | Estadounidense                   | A               |
| West Side   | Häagen-Dazs Kiosk                                         | Estadounidense                   | A               |
| West Side   | Sunshine Churros                                          | -                                | A               |
| West Side   | Starbucks                                                 | Estadounidense                   | A               |
| West Side   | Disney's Candy Cauldron                                   | Estadounidense                   | A               |
| West Side   | Disney Food Trucks                                        | Estadounidense                   | A               |
| West Side   | 4 Rivers Cantina Barbacoa Food Truck                      | Latinoamericana-mexicana         | A               |
| West Side   | MacGUFFINS                                                | Estadounidense                   | A               |
| West Side   | Salt & Straw                                              | Estadounidense                   | A               |
| West Side   | Summer House on the Lake                                  | -                                | B               |
| West Side   | Everglazed Donut & Gold Brew                              | Estadounidense                   | A               |
| West Side   | Splitsville Dining Room                                   | Estadounidense                   | B               |
| West Side   | Jaleo by José Andrés                                      | Española                         | B               |
| West Side   | Pepe by José Andrés                                       | Española                         | A               |
| West Side   | City Works Eatery & Pour House                            | Estadounidense                   | B               |
| West Side   | The Smokehouse at House of Blues                          | Estadounidense                   | A               |
| West Side   | House of Blues Restaurant & Bar                           | Estadounidense                   | B               |
| West Side   | The Front Porch at House of Blues                         | Estadounidense                   | A               |